# Roger de Saint-Pol
Roger de Saint-Pol (?-1067) dont l'origine est incertaine, est le premier comte de Saint-Pol. 
L'onomastique liée à la succession des prénoms Roger (assez courant à l'époque) et Manassès (rare d'origine biblique), ferait penser à une origine champenoise de Roger. 
La première trace de Roger remonte à 1023, lors d'une charte par laquelle Warin, évêque de Beauvais, établit une confraternité entre les chanoines de sa cathédrale et les moines de Saint-Wast d'Arras, où il est un des souscripteurs. Il ne s'y attribue pas le titre de comte. En 1031, il se nomme comte de Saint-Pol, dans une lettre donnant l'abbaye de Blangy à celle de Fécamp pour y mettre la réforme. Il avait usurpé sur l'abbaye Saint-Bertin, la terre de Heuchin, à deux lieux de Saint-Pol. Il y exerça la tyrannie. En 1051, l'abbaye lui accorda la jouissance de cette terre sa vie durant, à condition qu'après sa mort la terre retournât à l'abbaye. Son successeur fut Hugues Ier.

## Mariage et descendance
Marié à Hadwide, ils eurent trois fils : 
- Manassès, mort entre 1051 et 1067 ;
- Robert, mort avant 1051 ;
- Hugues.